# لوس توخوس
بلدية لوس توخوس (بالإسبانية: Los Tojos)‏، هي إحدى بلديات منطقة كانتابريا, المصنفة على أنها مقاطعة أيضاً، في شمال إسبانيا.
يبلغ عدد سكانها 419 نسمة وفقاً لإحصائية سنة (2002).